# Callopistria antithetica
Callopistria antithetica är en fjärilsart som beskrevs av Edward P. Wiltshire 1977. Callopistria antithetica ingår i släktet Callopistria och familjen nattflyn. Inga underarter finns listade i Catalogue of Life.